# Dušičky

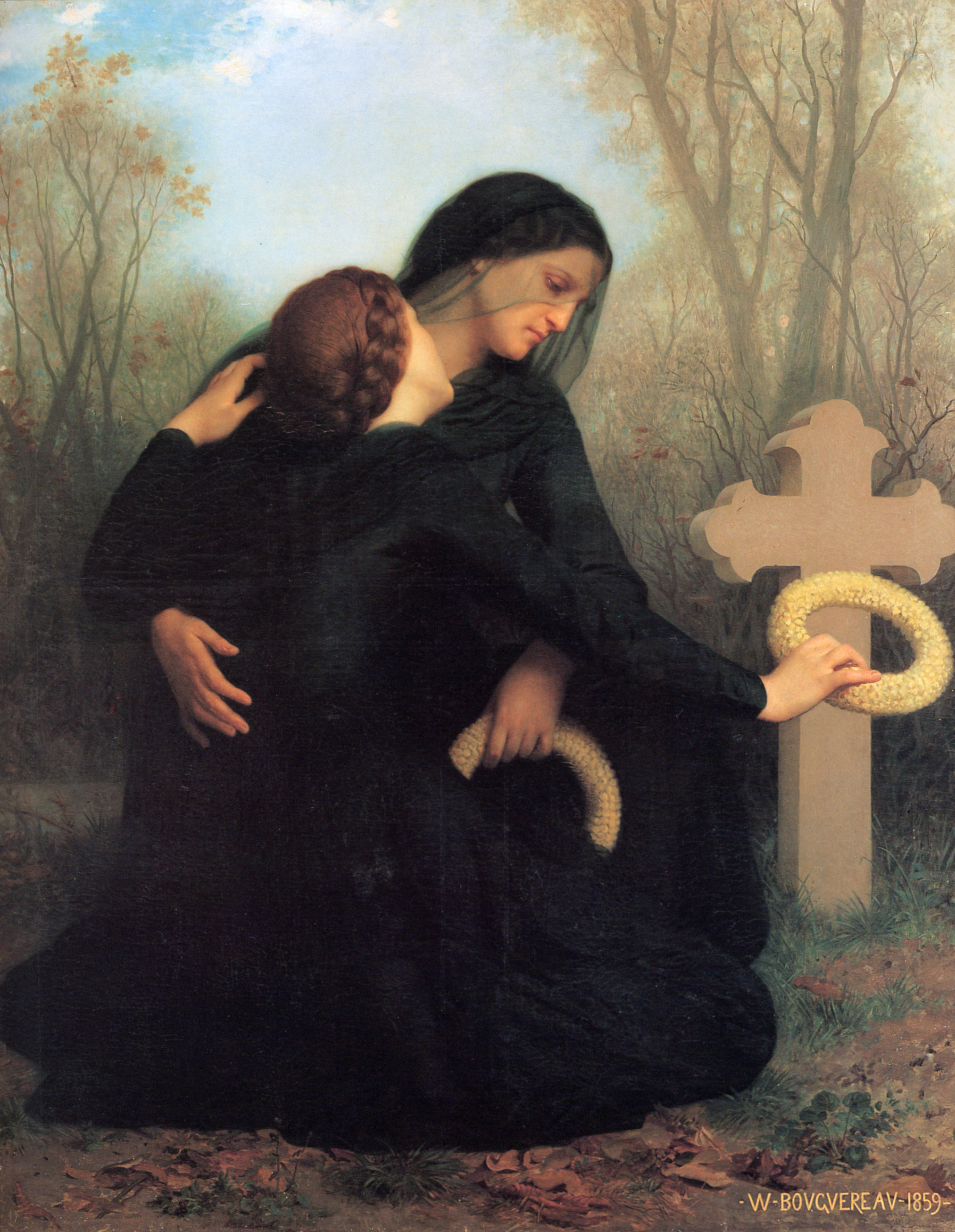
William-Adolphe Bouguereau: Den mrtvých (1859)

Vzpomínka na všechny věrné zesnulé, Památka všech věrných zemřelých, Svátek zesnulých, Památka zesnulých či lidově Dušičky (lat. In commemoratione omnium fidelium defunctorum), která připadá na 2. listopadu, je v římskokatolické církvi dnem liturgického roku, kdy se církev modlí za duše v očistci. Liturgické obřady slouží v tento čas i Církev československá husitská, která vzešla z prostředí katolického modernismu po první světové válce.
Anglikánská církev slavení Dušiček zrušila, avšak někde byla památka obnovena v rámci anglokatolického hnutí. Protestantská reformace nebyla ve zrušení takto důsledná: Martinu Lutherovi se během života nepodařilo slavení památky v Sasku potlačit.

## Historie

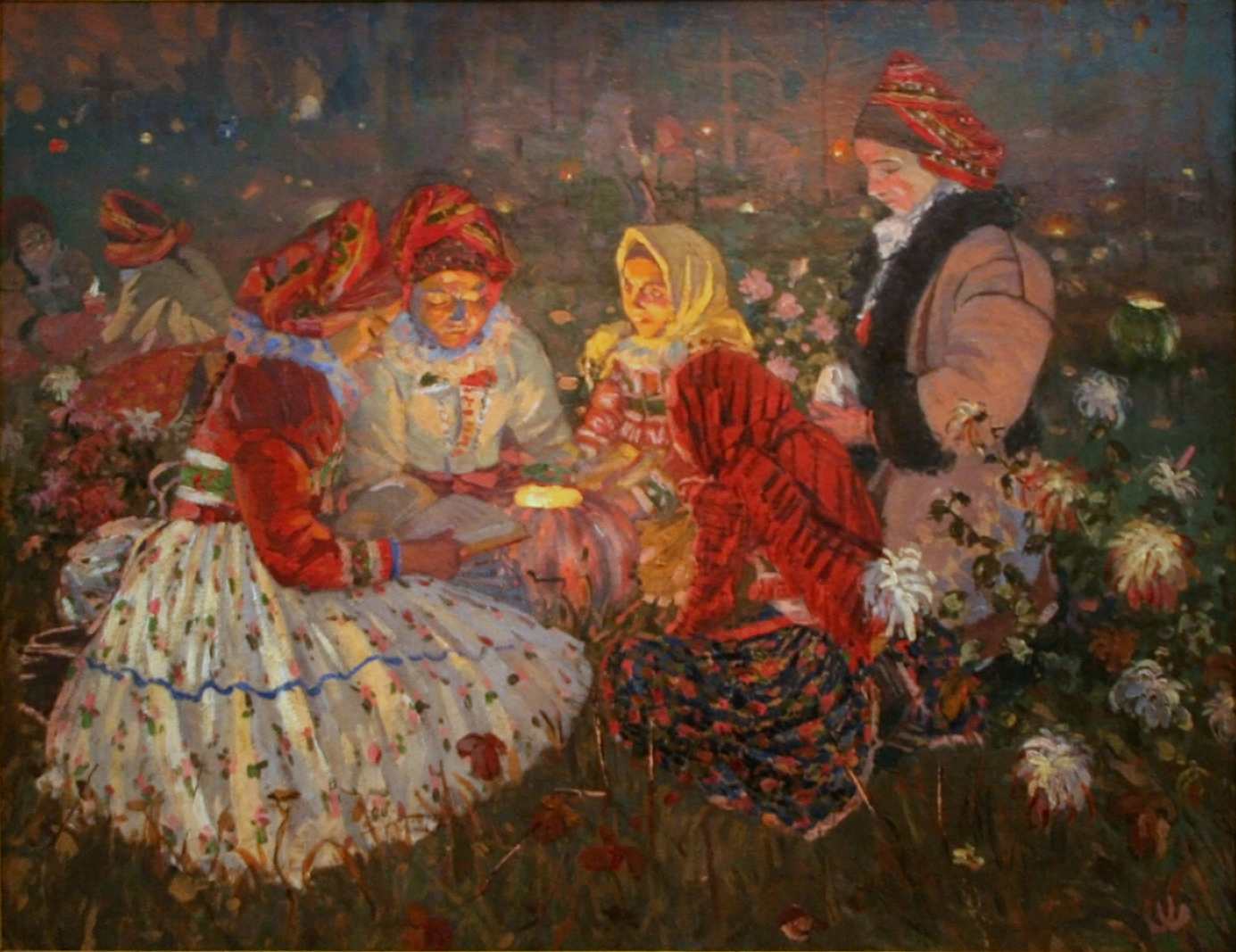
Joža Uprka: Dušičky, 1897

Oslava Dušiček se odvíjí od slavnosti (svátku) Všech svatých, který připadá na 1. listopadu. V noci z 31. října na 1. listopadu slavili Keltové konec léta a nový rok, svátek Samhain. Samhain byl podle keltské tradice časem, kdy se duše zesnulých vrací domů a jejich příbuzní jim svítilnami z vydlabaných řep pomáhají na cestě do podsvětí. Na ochranu před zlými duchy se lidé převlékali do hadrů a malovali si obličeje. Svátku Samhain je svou podstatou a znaky nejvíce podobný Halloween slavený večer 31. října. Historickým předchůdcem křesťanských dušiček byly u pohanských Slovanů ritualizované oslavy či hostiny, konané přímo na nekropolích na počest zesnulých předků.
S ohledem na fakt, že Keltové a poté Slované osídlili Střední Evropu a jejich kultury se zde prolínaly, se předpokládá, že svátek Samhain byl slaven i na území ČR.
Památku věrných zemřelých zavedl roku 998 opat z Cluny, sv. Odilo († 1048), který se snažil pokřesťanštit pohanskou tradici. Z Cluny se slavení rozšířilo po všech benediktinských klášterech. V Římě se památka 2. listopadu začala slavit ve 13. století. V 15. století v Aragonii začali v tento den dominikánští kněží slavit tři mše; tento zvyk potvrdil papež Benedikt XIV. (1748) a rozšířil pro všechny kněze ve Španělsku, Portugalsku a Latinské Americe. V roce 1915 dovolil Benedikt XV. sloužit tři mše všem kněžím (jednu na úmysl papeže, jednu za duše v očistci, jednu za jiný úmysl). V této době se na Dušičky pořádaly průvody na hřbitovy, zdobily se hroby atd.

## Zvyky spojené s oslavou

### Lidové zvyky
Jedna z řady českých lidových pověr byla, že v předvečer Dušiček vystupují duše z Očistce, aby si odpočinuly od útrap. Blízcí hříšníků proto měli naplnit lampu na olej máslem, aby si duše mohly potřít spáleniny. Večer se příbuzní nebo přátelé napili studeného mléka (nebo se jím postříkali), aby se tak duše ochladily.
Na svátky se také pekly „kosti svatých“, bochánky či rohlíky ve tvaru kostí. V jižních Čechách ještě na počátku 20. století chodili koledníci na Dušičky prosit o toto pečivo. V okolí Českého Krumlova nazývali tuto koledu „chodit po rohlíkách“. Pečivem „dušičkami“ se obdarovávali chudí, pocestní a žebráci u kostela. Na území jihočeského Doudlebska se pekly tzv. všesvaté rohlíky nebo všesvaté dušičky, toto pečivo bylo větší než jinde.

### Římskokatolická církev
Podle kardinála Vlka je památka zemřelých největším svátkem vedle Vánoc, který v Česku „slaví“ jak křesťané, tak i nevěřící a to vzpomínkou, ozdobením rodinných hrobů či zapálením svíčky. Pro katolíky znázorňují živé květiny víru ve věčný život a mají demonstrovat přesvědčení, že život hrobem nekončí. Hořící svíce mají symbolizovat přítomnost zmrtvýchvstalého Krista, stejně jako o Velikonocích nebo při mši.
Vzpomínka na mrtvé je součástí každého slavení eucharistie. „Vzpomínáme na naše blízké a v duchu se ptáme, jaké svědectví nám zanechali.“ Na hřbitovech se proto konají v hřbitovních kaplích, kostelech či u hlavního hřbitovního kříže bohoslužby slova nebo mše svaté. Na Dušičky má také kněz povoleno stejně tak jako při pohřbech a zádušních mších nosit černé roucho (na hřbitovech většinou pluviál), ve kterém prochází spolu s věřícími hřbitov a kropí hroby svěcenou vodou.

#### Plnomocné odpustky
Věřící římskokatolického vyznání slaví Dušičky jako Vzpomínku na všechny věrné zemřelé, tedy ty, kteří jejichž duše ještě nedosáhly nebe, ale jsou ve fázi „očišťování“. Pro tyto duše lze od 1. do 8. listopadu získat jeden plnomocný odpustek denně (běžně lze při splnění podmínek vyprosit odpustky částečné). Podmínky jsou:
- návštěva hřbitova a modlitba za zemřelé (pro každý odpustek v jiný den)
- Svátost smíření (stačí jednou, ne nutně v tyto dny)
- Svaté přijímání (pro každý odpustek)
- modlitba na úmysl papeže (2. listopadu Otče náš a Věřím v Boha, jindy libovolná)
- nemít zalíbení v žádném hříchu

1. listopadu od poledne do půlnoci lze návštěvu hřbitova nahradit modlitbami Otče náš a Věřím v Boha v kostele.

#### Modlitba za duše
V souvislosti s prosbami za zesnulé během Dušiček bývá zmiňována modlitba:
Na dušičky pamatujme, z očistce jim pomáhejme!

Budou na nás vzpomínat, až my budem umírat…

V dušičkový večer, rozžehneme svíčky,

modlíme se tiše, při nich za dušičky.

Poslední již svíce, zvolna dohořívá,

za duše, jichž nikdo, nikdo nevzpomíná.

### Církev československá husitská
V Církvi československé husitské byla pod vlivem modernismu rozšířena praxe tzv. obětinek, kdy při bohoslužbě či zvláštní pobožnosti byly sesbírány lístečky se jmény zesnulých, někdy připnuty na velký vzpomínkový věnec umístěný v čele bohoslužebného prostoru.
Právě v této církvi jsou - mnohdy v bohoslužebných prostorách - jistým specifikem kolumbária, v tomto těsném sepětí budovaná s modernistickými důrazy, kdy prostorová skromnost kolumbárií umožňovala právě toto umístění v těsném sousedství bohoslužebných prostor, zároveň pak při vzniku církve obvykle nebyly prostředky ke zřizování vlastních pohřebišť.

### Květinový dar
Pro mnoho věřících i nevěřících jsou Dušičky dobou k zamyšlení nejen nad smrtí: „…věřící lidé chodí na hroby, že pokládají na hroby květiny, rozsvěcují svíci, ale vysvětlení, zamyšlení nad tím „proč“, jsem tam bohužel nenašel. A lidé smysl těchto gest a znamení často neznají. Jinak by hroby nezavalovali množstvím zbytečně drahých umělých, papírových, voskových květin. Co tím vyjadřují? Je snad naše víra jen „papírová“, umělá? .“(kardinál Miloslav Vlk)
Při výzdobě hrobů a vzpomínkových míst v zemích s křesťanskou tradicí bývají v tomto období použity i umělé a sušené květiny aranžované ve formě smuteční vazby. Důvodem je chladno nebo mrazíky obvyklé v tomto období.

## Ostatní

### Kriminalita
Zloději během Dušiček kradou věnce, kytice, svíčky, lucerny a další ozdoby hrobů a snaží se je zpeněžit. Rovněž jsou častější vloupání do zaparkovaných automobilů návštěvníků hřbitova. Návštěvníci hřbitova mohou být okradeni o příruční zavazadla či peníze. Policie ČR proto radí zejména seniorům, aby nenavštěvovali opuštěná místa v době, kdy se již na hřbitovech a v jejich okolí ostatní lidé nepohybují. Policie rovněž žádá účastníky silničního provozu, s ohledem na vyšší počet nehod v této době, aby zejména v okolí pietních míst byli opatrní a ohleduplní.

### Statistika
podle průzkumu agentury STEM/MARK z roku 2013
- v období Dušiček uctí na hřbitově památku zesnulých více než polovina osob
- jen deset procent ale navštíví hřbitov přesně v den svátku
- více než čtvrtina osob, zejména z Prahy, si ale na své blízké zemřelé vzpomene bez návštěvy hřbitova
- téměř devadesát procent osob nosí na hrob svíčky
- více než polovina Čechů pokládá na hrob věnce
- padesát procent kombinuje nakoupené ozdoby s vlastními výrobky
- vlastnoručně vyráběná výzdoba je používána asi na deset procent hrobů
- za sváteční dekorace je třetina osob ochotna zaplatit pouze 100 až 200 Kč, ale další třetina je ochotna zaplatit 200 až 500 korun na výzdobu hrobu